# Szentágothai János Protestáns Szakkollégium
A PTE TTK Szentágothai János Protestáns Szakkollégium (SZJSZK, rövid elnevezésében Szentágothai Szakkollégium) a Pécsi Tudományegyetem Természettudományi Karának gondoskodása alatt álló, jogi személyiség nélküli, önszerveződő és autonóm felsőoktatási személyegyesülése.
Kapcsolódó jogi személyiséggel rendelkező, önszerveződő és elkülönült személyegyesülés a Szentágothai Szakkollégium Egyesület, amely 2014. szeptember 11. napján alakult és bejegyző végzése 2015. február 11. napján emelkedett jogerőre.
A SZJSZK egy minősített szakkollégium, amely egy "Kiválóra Akkreditált Regionális Hatókörű Tehetségpont" vezetője a közoktatástól a felnőttképzésen keresztül a posztgraduális képzésekig nyúló tevékenységgel.
Célja elősegíteni, hogy tagjai és más érdeklődők az egyetemi oktatáson túl is tudományos, hasznos ismeretekhez juthassanak, és a  szabadidejüket kulturáltan és értékesen töltsék el.
A SJSZK arra törekszik, hogy tagjai együtt lakjanak, és ha igénylik, akkor biztosítja számukra a kollégiumi életet, amit  támogat is.
A SZJSZK két közösségi helyiséget tart fenn: egyet a PTE TTK Ifjúság útja 6. szám alatti épületében (E épület TTK-E/429, HALASSY Olivér Terem), a másikat pedig a Jakabhegyi Kollégium hatodik emeletén (TAKÁCS Károly Terem).

## Az alapítás, 2004
A Szentágothai Szakkollégiumot 2004-ben hívta életre a Baranyai Református Egyházmegye, a Magyarországi Unitárius Egyház, a Pécsi Tudományegyetem (PTE) Általános Orvostudományi Kar Anatómiai Intézete, valamint a PTE Természettudományi Kara, és a PTE TTK Hallgatói önkormányzata.

## A Szentágothai Szakkollégium Egyesület
A Szakkollégium egyes természetes személy tagjai - bízva a 2014-2020-as időszak kitárulkozó pályázati lehetőségeiben (egyben a függetlenedés, és az önállóság útját választva) 2014. szeptember 11. napján önálló jogi személy, a Szentágothai Szakkollégium Egyesület életre hívását mondták ki.
A törvényszéki bejegyzés jogerőre emelkedett 2005. február 11-én.

## Multi- és transzdiszciplináris műhely
Az Alapítók célja mind a két esetben egy-egy olyan nyitott, multi- és transzdiszciplináris műhely létrehozása és civil megerősítése volt, amelynek a működtetésben maguk a tagok is személyesen közreműködnek. A szárnypróbálgatások és az iránykeresés első öt évében a protestáns egyházak közvetlenebb felügyeletet gyakoroltak a szakkollégium működése felett. Ezt követően Szakkollégium az autonómia egyetemi formája, illetve vinnie azt Egyesület megalapításával azt a civil világ felé.
A SZJSZK-nak bármelyik egyetem hallgatója a tagjává lehet, és az együttműködésre is nyitott, nyitott továbbá az egyedi előadások látogatása, szabad a kredites kurzusainak felvétele, és a terepgyakorlatokon, szakmai kirándulásokon való részvétel.

## Ars poetica
„A SzJSzK a működése során óvatosan keresi az egyensúlyt a szakmai, tudományos sikereket elérő kiváló hallgatók gyűjtése, és a közös élmények szerzésére törekvés, az organikus közösség építése között. Munkája elismeréseként támogatói és rendes tagjai között tudhatja névadója jogi és szellemi örököseit, köztük Réthelyi Miklóst, és más Szentágothai-tanítványokat.”

## Kvantitatív mutatók

A Szakkollégium pecsétje

A Szentágothai Szakkollégium Tehetségpont a
- 2011-es naptári év során 91 programot bonyolított le, 79 fokozatos előadóval és 2142 résztvevővel,
- 2012-ben pedig 99 programot rendezett, 212 fokozatos előadóval és 2644 résztvevővel,
- 2013-ban 110 alkalommal 195 fokozattal rendelkező közreműködésével összesen 2.931 résztvevővel,
- 2014-ben 209 alkalommal 321 tudományos fokozattal rendelkező közreműködésével, összesen 3193 résztvevővel
- 2015-ben 209 alkalommal 185 tudományos fokozattal rendelkező közreműködésével, összesen 5355 résztvevővel

bonyolított le programokat.

## Konferenciák
2012-ben az évente megtartott Szentágothai János Tudományos Házi Konferencia mellett két angol nyelvű nemzetközi konferenciát rendezett: 
- „2nd Global Congress on Plant Reproductive Biology” (PRB-2012) (2012. április 15-18)
- „János Szentágothai Memorial Conference and Stundent Competition” (2012. okt 29-30), amivel nyolcadik konferenciáján a választott névadó születésének 100. évfordulója előtt tisztelgett az SZJPSZ,
- AZTÁN
- 9th János Szentágothai Interdisciplinary Conference and Student Competition (2013. május 3-4)
- 10th János Szentágothai Transdisciplinary Conference and Student Competition (2013. november 4-5)
- 11th János Szentágothai and 1st László Cholnoky Conference (2014. május 29-30) - közösen az alakulófélben kévő Cholnoky László Szakkollégium hallgatóival
- 12th János Szentágothai Conference and STUDENT COMPETITION on ENVIRONMENTAL SCIENECES as a XIth. Carpathian Basin International Conference on Environmental Sciences (KMKT15) (2015. május 6-9)
- 13th János Szentágothai Memorial Conference (PÉCS, 2015. október 16.)
- 14th János Szentágothai Conference and STUDENT COMPETITION on ENVIRONMENTAL SCIENECES as a XIth. Carpathian Basin International Conference on Environmental Sciences (KMKTK16) (2016. június 1-4)

## Tehetségpont
A Nemzeti Tehetségpontok adatbázisába jelentkezésüket 2012. április 6-án rögzítették.
Az április 25. napjával működni kezdett Tehetségpont akkreditációs kérelmének – a felkért akkreditációs szakértők helyszíni konzultációja és javaslata alapján – a Magyar Tehetségsegítő Szervezetek Szövetsége (MATEHETSZ) helyt adott.
Ennek eredményeként a 2013. június 14. napján megtartott akkreditációs eljárás alapján 2013. augusztus 9-től a Szentágothai Szakkollégium Tehetségpont a „Nemzeti Tehetségsegítő Tanács regionális hatókörű, Akkreditált Kiváló Tehetségpontja” cím használatára jogosult.

## Külső hivatkozások
- Hivatalos weboldal
- Szentágothai János Protestáns Szakkollégium a Facebookon